# Kraheck

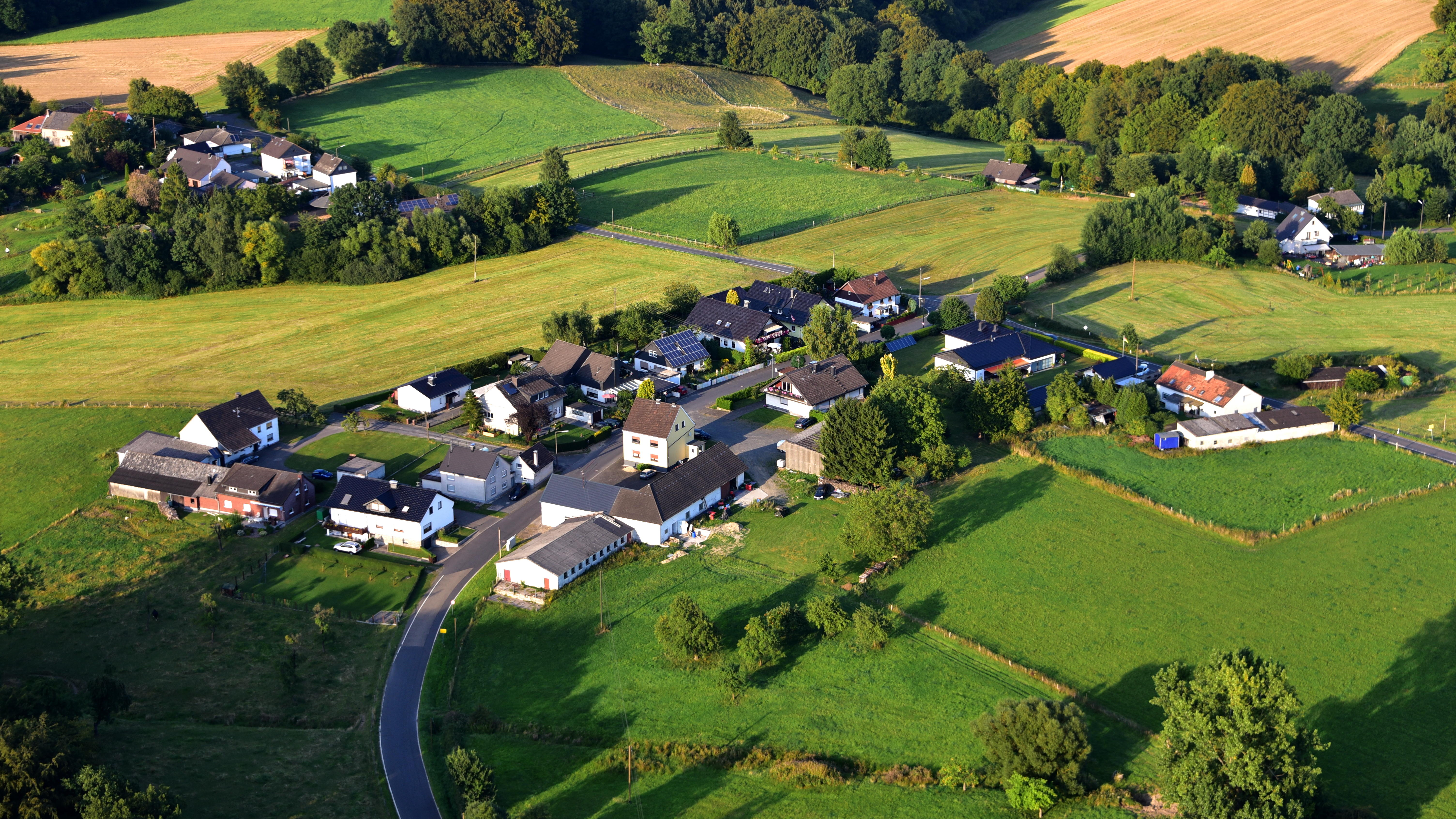
Luftaufnahme Kraheck 2016

Kraheck ist ein Ortsteil der Stadt Hennef (Sieg) im Rhein-Sieg-Kreis in Nordrhein-Westfalen. 

## Lage
Der Weiler liegt in einer Höhe von 235 Metern über N.N. auf den Hängen des Westerwaldes, aber noch im Naturpark Bergisches Land. Nachbarorte sind Hülscheid im Osten, Eichholz im Süden, Darscheid im Westen und Fernegierscheid im Norden.

## Geschichte
1910 gab es in Kraheck die Haushalte Johann Franz Buchholz, Ackerin Witwe Peter Buchholz, Ackerer Wilhelm Busch, die Ackerer Michael, Peter und Wilhelm Höver, die Ackerer Heinrich, Peter und Wilhelm Heinrich Laufenberg, Fabrikarbeiter Johann Maus, Ackerer Peter Müller und Ackerer Bartel Reinhardt.
Bis zum 1. August 1969 gehörte Kraheck zur Gemeinde Uckerath, im Rahmen der kommunalen Neugliederung des Raumes Bonn wurde Uckerath, damit auch der Ort Kraheck, der damals neuen amtsfreien Gemeinde „Hennef (Sieg)“ zugeordnet.